# George G. Dunn
George Grundy Dunn (* 20. Dezember 1812 im Washington County, Kentucky; † 4. September 1857 in Bedford, Indiana) war ein US-amerikanischer Politiker. Zwischen 1847 und 1857 vertrat er zweimal den Bundesstaat Indiana im US-Repräsentantenhaus.

## Werdegang
Noch in seiner Jugend kam George Dunn in das Monroe County in Indiana, wo er vorbereitende Schulen besuchte. Danach studierte er an der Indiana University in Bloomington. Ab 1833 war Dunn in Bedford ansässig, wo er als Lehrer arbeitete. Nach einem anschließenden Jurastudium und seiner 1835 erfolgten Zulassung als Rechtsanwalt begann er in Bedford in diesem Beruf zu praktizieren. Im Jahr 1842 wurde er Staatsanwalt im Lawrence County.
Politisch schloss sich Dunn der Whig Party an. Bei den Kongresswahlen des Jahres 1846 wurde er im sechsten Wahlbezirk von Indiana in das US-Repräsentantenhaus in Washington, D.C. gewählt, wo er am 4. März 1847 die Nachfolge von John Wesley Davis antrat. Da er im Jahr 1848 nicht bestätigt wurde, konnte er bis zum 3. März 1849 zunächst nur eine Legislaturperiode im Kongress absolvieren. Diese war von den Ereignissen des Mexikanisch-Amerikanischen Krieges geprägt.
In den Jahren 1850 bis 1852 gehörte George Dunn dem Staatssenat an. Nach der Auflösung seiner Partei wurde er Mitglied der kurzlebigen Opposition Party. Bei den Kongresswahlen von 1854 wurde Dunn im dritten Distrikt seines Staates als Nachfolger von Cyrus L. Dunham erneut in den Kongress gewählt, wo er zwischen dem 4. März 1855 und dem 3. März 1857 eine weitere Legislaturperiode absolvieren konnte, die von den Ereignissen und Diskussionen im Vorfeld des Bürgerkrieges bestimmt war.
1856 verzichtete George Dunn auf eine weitere Kandidatur. Er starb am 4. September 1857, nur sechs Monate nach dem Ende seiner Amtszeit im US-Repräsentantenhaus, in Bedford, wo er auch beigesetzt wurde.